# 鳥取二十世紀梨記念館
鳥取二十世紀梨記念館なしっこ館（とっとりにじっせいきなしきねんかんなしっこかん）は、鳥取県の倉吉市にある梨をテーマとした日本で唯一の博物館である。倉吉パークスクエアを構成する施設の一つで、2001年（平成13年）4月に開館した。正式な名称は鳥取県立鳥取二十世紀梨記念館であるが、2009年（平成21年）12月になしっこ館という愛称が定められており現在も併用されている。2024年4月1日より倉吉市に工場を置く株式会社エースパックがネーミングライツを取得し愛称を「エースパックなしっこ館」とした。

## 所在地
- 鳥取県倉吉市駄経寺町198番地4 倉吉パークスクエア内

## 主な施設
- 導入展示
- シアター
- 資料展示室
- 企画展示室
- フルーツパーラー